# Пост (Техас)
Пост (англ. Post) — город в США, расположенный в северо-западной части штата Техас, административный центр округа Гарза. По данным переписи за 2010 год число жителей составляло 5376 человек, по оценке Бюро переписи США в 2015 году в городе проживало 5349 человек.

## История
Город был основан в 1907 году под названием Пост-Сити как территория колонизации производителем зерновых Чарльзом Уильямом Постом. В том же году город стал административным центром округа Гарза. Нанятая Постом компания для создания модельного города построила ряд домов, и прочих зданий, в том числе отель, цех обработки хлопка и текстильную фабрику. Каждая улица была засажена деревьями, продажа алкоголя и бордели были запрещены. Два года спустя в городе функционировали школа, банк, издавалась газета «Post City Post». В 1910 году в город пришла железная дорога, а город был переименован в Пост. В 1914 году, в год смерти основателя города, Пост получил устав и начал формировать органы местного управления.

## География
Пост находится в центральной части округа, его координаты: 33°11′27″ с. ш. 101°22′53″ з. д..
Согласно данным бюро переписи США, площадь города составляет около 9,8 км2, из которых 9,7 км2 занято сушей, а 0,1 км2 — водная поверхность.

### Климат
Согласно классификации климатов Кёппена, в Посте преобладает семиаридный климат умеренных широт (BSk).
| Показатель                    | Янв.  | Фев.  | Март | Апр. | Май  | Июнь | Июль | Авг. | Сен. | Окт. | Нояб. | Дек.  | Год   |
| ----------------------------- | ----- | ----- | ---- | ---- | ---- | ---- | ---- | ---- | ---- | ---- | ----- | ----- | ----- |
| Абсолютный максимум, °C       | 28,9  | 31,7  | 37,2 | 38,3 | 43,3 | 46,1 | 42,2 | 41,7 | 40   | 39,4 | 32,8  | 28,9  | 46,1  |
| Средний суточный максимум, °C | 12,7  | 15,1  | 19,6 | 25   | 28,9 | 32,8 | 34,4 | 33,7 | 29,6 | 24,9 | 18,5  | 13,6  | 24,1  |
| Средняя температура, °C       | 5,2   | 7,4   | 11,6 | 16,7 | 21,3 | 25,7 | 27,6 | 26,9 | 22,8 | 17,5 | 11,1  | 6,3   | 16,7  |
| Средний суточный минимум, °C  | −2,2  | −0,3  | 3,5  | 8,5  | 13,8 | 18,6 | 20,9 | 20,1 | 16,1 | 10,1 | 3,6   | −1    | 9,3   |
| Абсолютный минимум, °C        | −17,8 | −18,3 | −15  | −5,6 | 2,2  | 7,2  | 13,3 | 10,6 | 2,8  | −5,6 | −13,3 | −18,3 | −18,3 |
| Норма осадков, мм             | 16    | 23    | 22   | 42   | 70   | 71   | 57   | 60   | 64   | 55   | 23    | 21    | 522   |
| Источник: weatherbase.com     |       |       |      |      |      |      |      |      |      |      |       |       |       |

## Население
Согласно переписи населения 2010 года в городе проживало 5376 человек, было 1241 домохозяйство и 877 семей. Расовый состав города: 82 % — белые, 7,4 % — афроамериканцы, 0,6 % — коренные жители США, 0,1 % — азиаты, 0,1 % (3 человека) — жители Гавайев или Океании, 8,6 % — другие расы, 1,2 % — две и более расы. Число испаноязычных жителей любых рас составило 51,6 %.
Из 1241 домохозяйства, в 38,4 % живут дети младше 18 лет. 49,3 % домохозяйств представляли собой совместно проживающие супружеские пары (21 % с детьми младше 18 лет), в 15,8 % домохозяйств женщины проживали без мужей, в 5,6 % домохозяйств мужчины проживали без жён, 29,3 % домохозяйств не являлись семьями. В 26,1 % домохозяйств проживал только один человек, 12,3 % составляли одинокие пожилые люди (старше 65 лет). Средний размер домохозяйства составлял 2,64 человека. Средний размер семьи — 3,19 человека.
Население города по возрастному диапазону распределилось следующим образом: 23,4 % — жители младше 20 лет, 37,4 % находятся в возрасте от 20 до 39, 29,7 % — от 40 до 64, 9,3 % — 65 лет и старше. Средний возраст составляет 31,3 года.
Согласно данным опросов пяти лет с 2011 по 2015 годы, средний доход домохозяйства в Посте составляет 48 000 долларов США в год, средний доход семьи — 49 263 доллара. Доход на душу населения в городе составляет 13 995 долларов. Около 11,9 % семей и 13,1 % населения находятся за чертой бедности. В том числе 17,5 % в возрасте до 18 лет и 15,3 % в возрасте 65 и старше.

## Местное управление
Управление городом осуществляется мэром и городским советом, состоящим из четырёх членов.

## Инфраструктура и транспорт
Через Пост проходят автомагистрали США 84 и 380, а также автомагистраль 207 штата Техас.
В городе располагается аэропорт округа Гарза — Пост. Аэропорт располагает двумя взлётно-посадочными полосами длиной 1280 и 674 метра. Ближайшим аэропортом, выполняющим коммерческие пассажирские рейсы, является Международный аэропорт Престона Смита в Лаббоке. Аэропорт находится примерно в 70 километрах к северо-западу от Поста.

## Образование
Город обслуживается независимым школьным округом Пост.

## Отдых и развлечения
В 1987 году комиссия истории Техаса присвоила Посту звание техасского города главной улицы. Главная улица города состоит из исторических зданий, в которых открыты магазины подарков и одежды. Плаза столетия перед зданием суда имеет памятные знаки в честь ветеранов и почётных граждан города.
Кинотеатр Гарза на главной улице города являлся одним из первых кинотеатров в Западном Техасе и был открыт ещё в эпоху немого кино. В 1986 году кинотеатр был отреставрирован и открыт для проведения мероприятий.

## Город в популярной культуре
В городе происходит поворотная сцена фильма «Любой ценой».

## Галерея

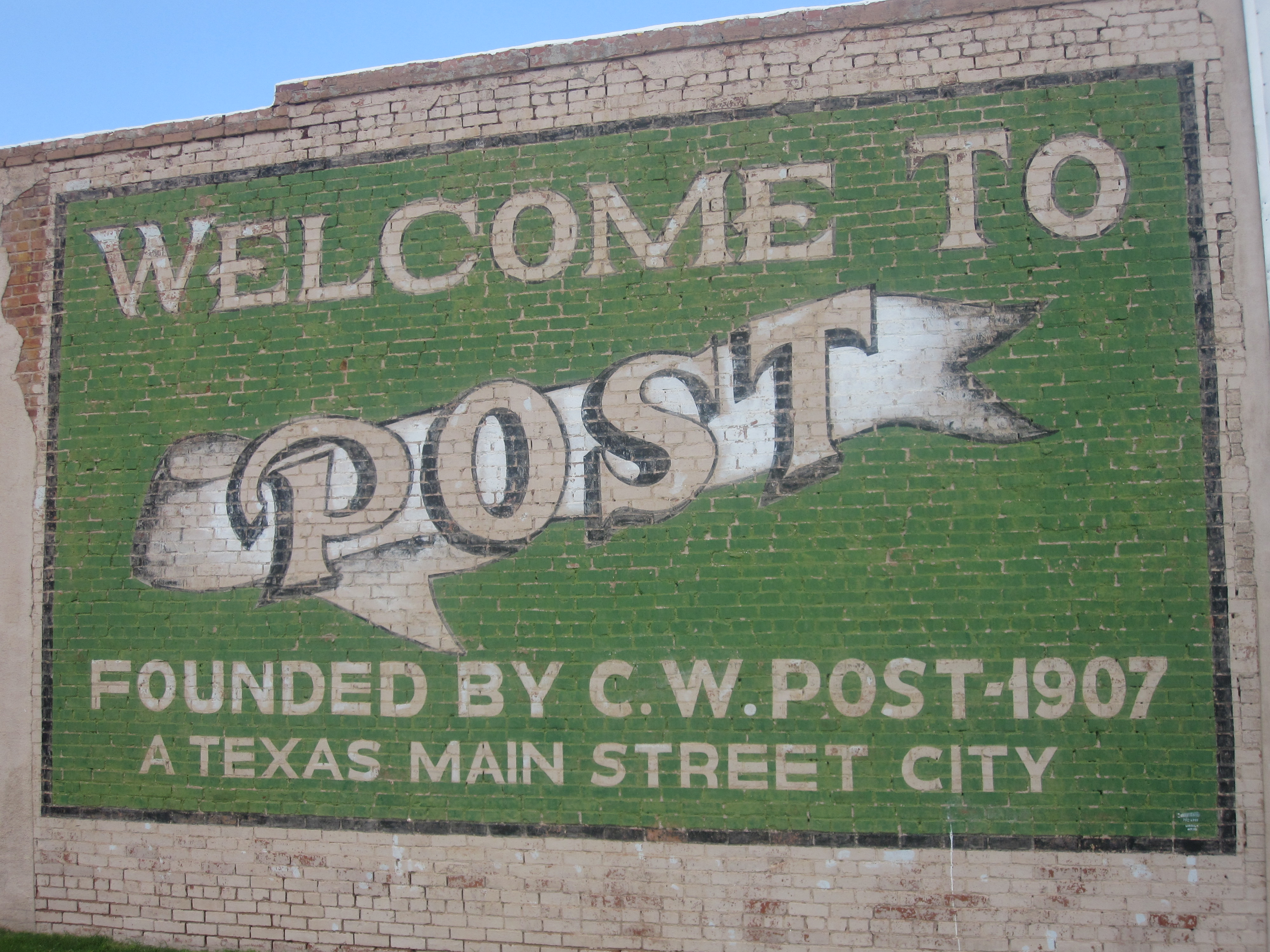
Приветственный знак города
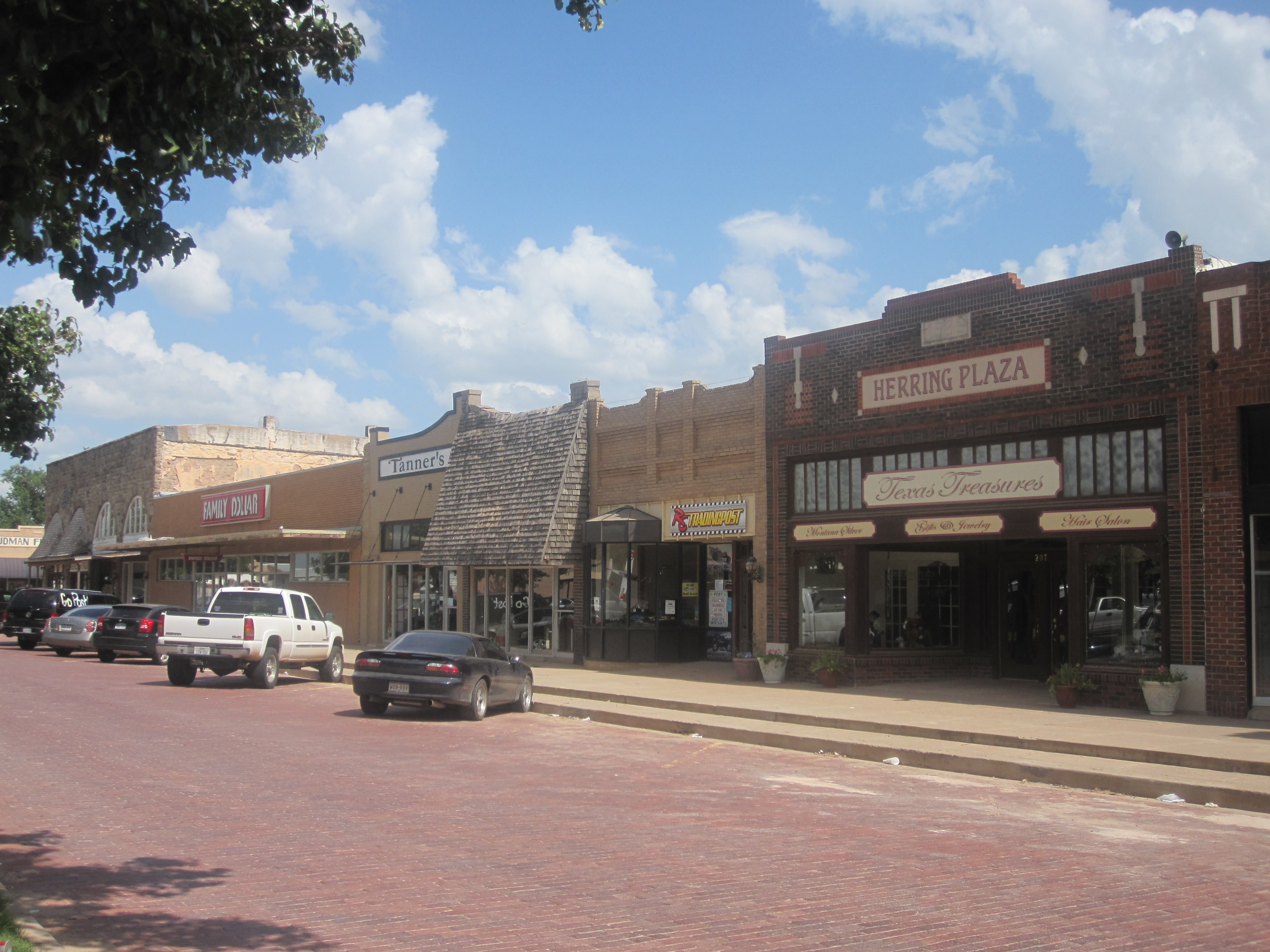
Исторический район в центре города
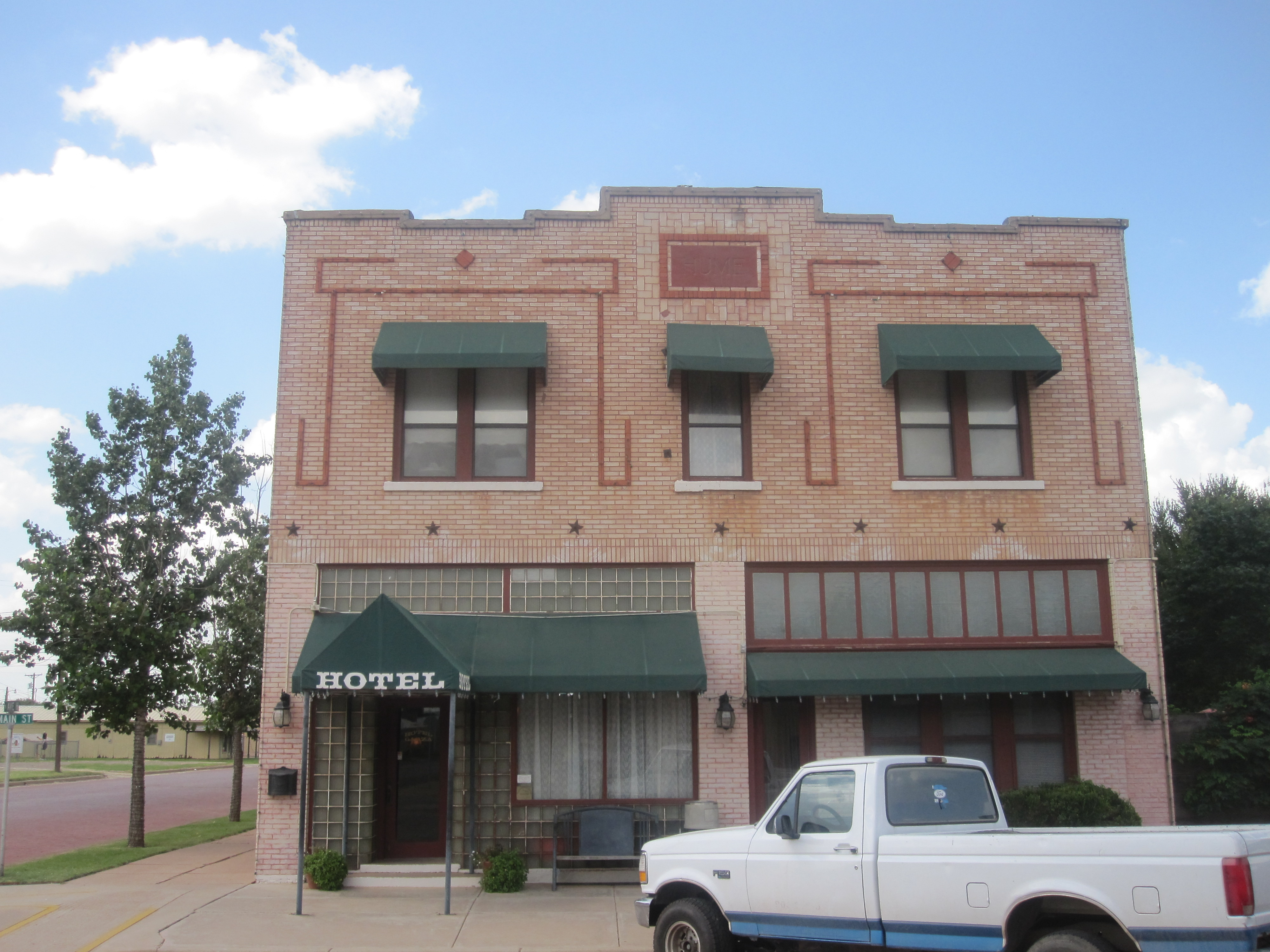
Отель Гарза
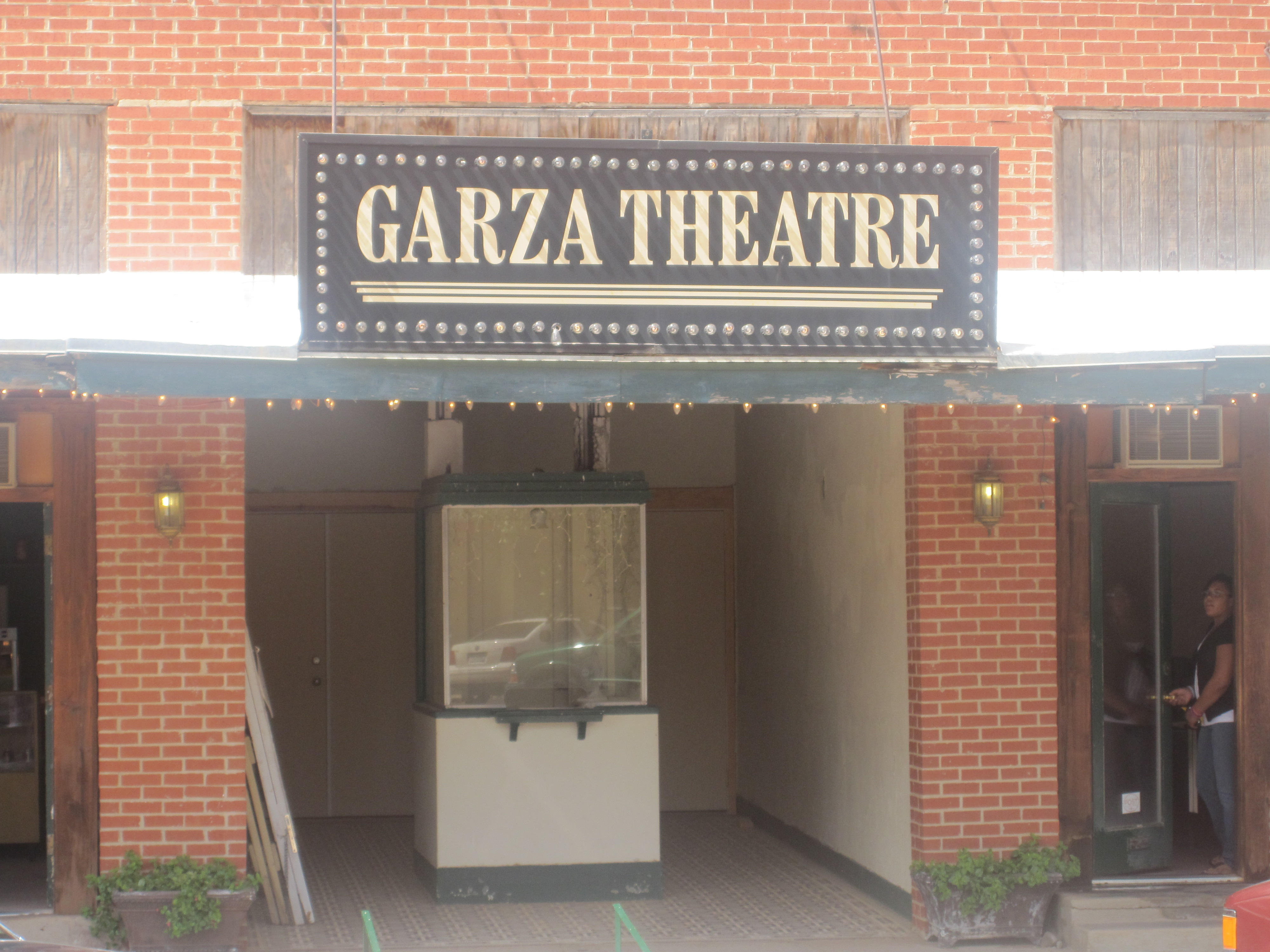
Театр Гарза
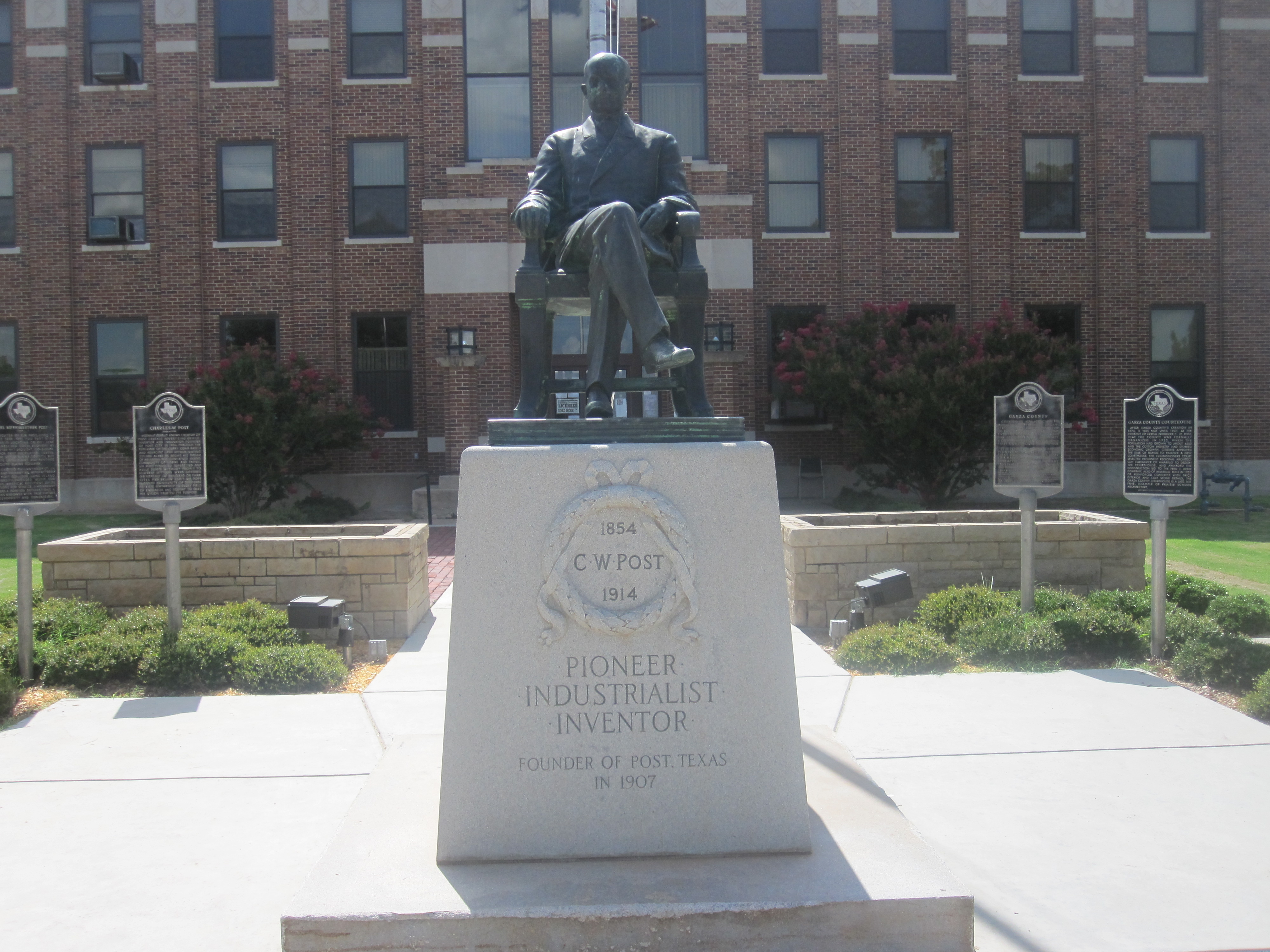
Памятник Чарльзу Посту перед окружным судом округа Гарза
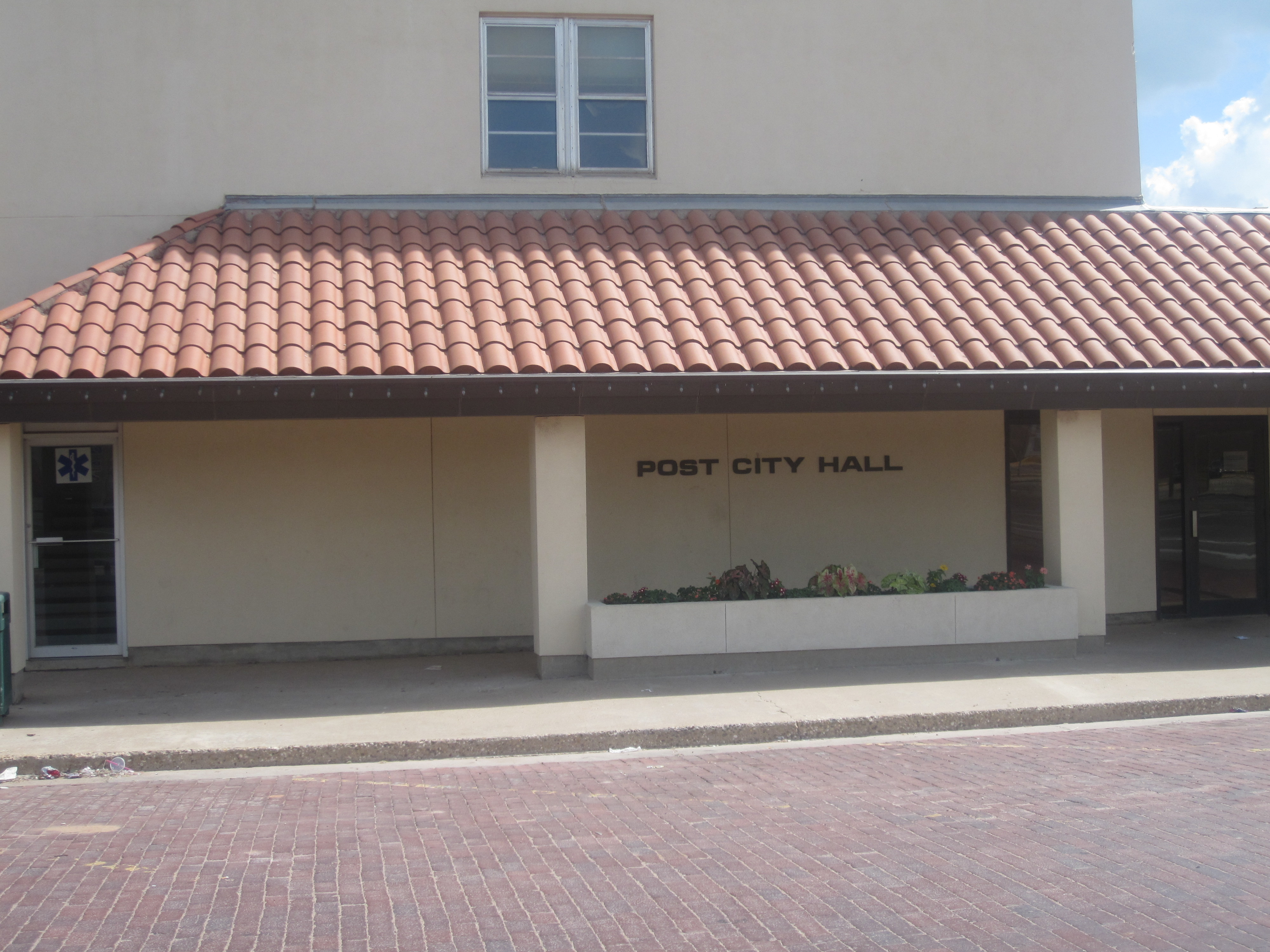
Городская ратуша
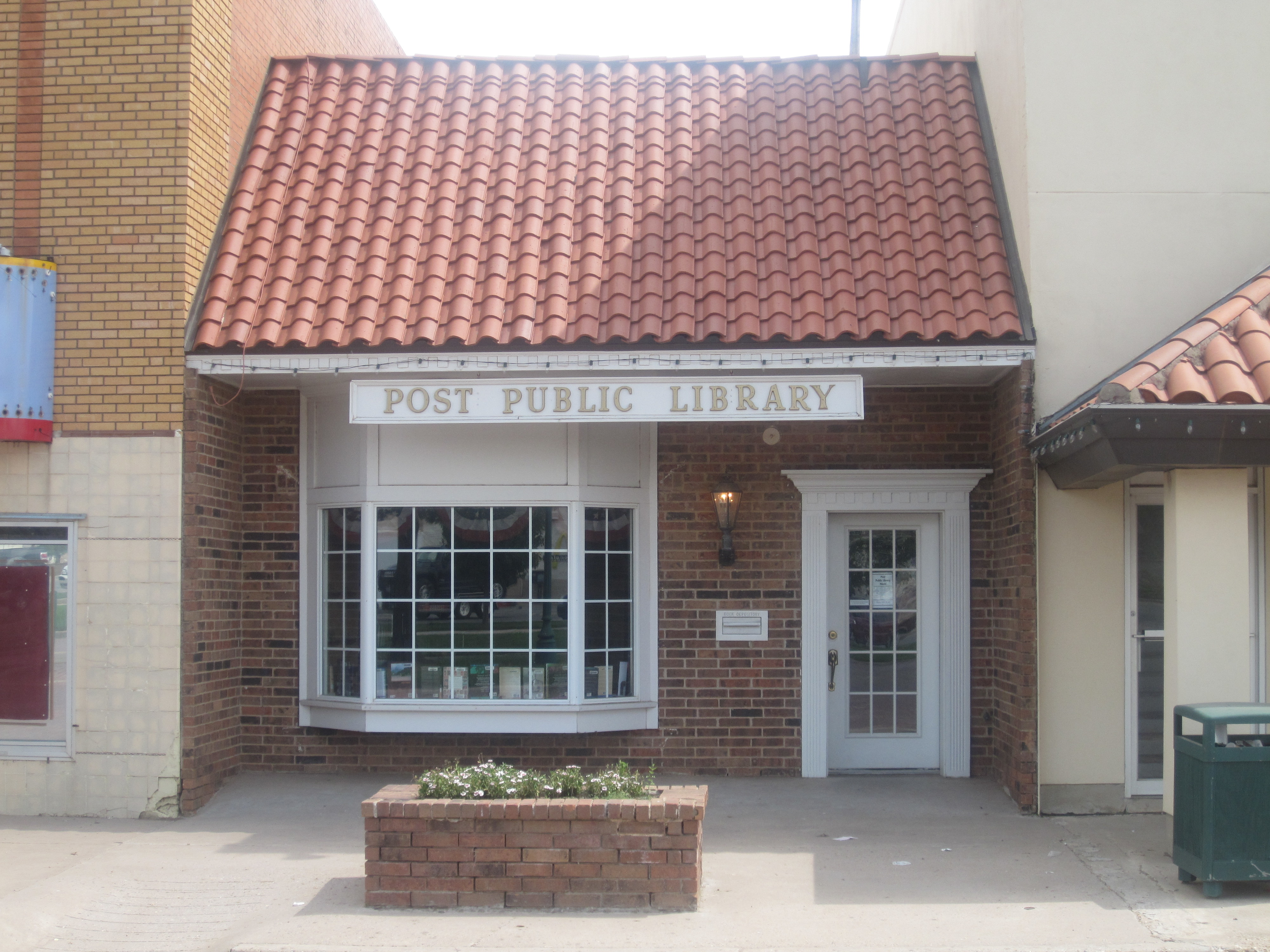
Библиотека Поста
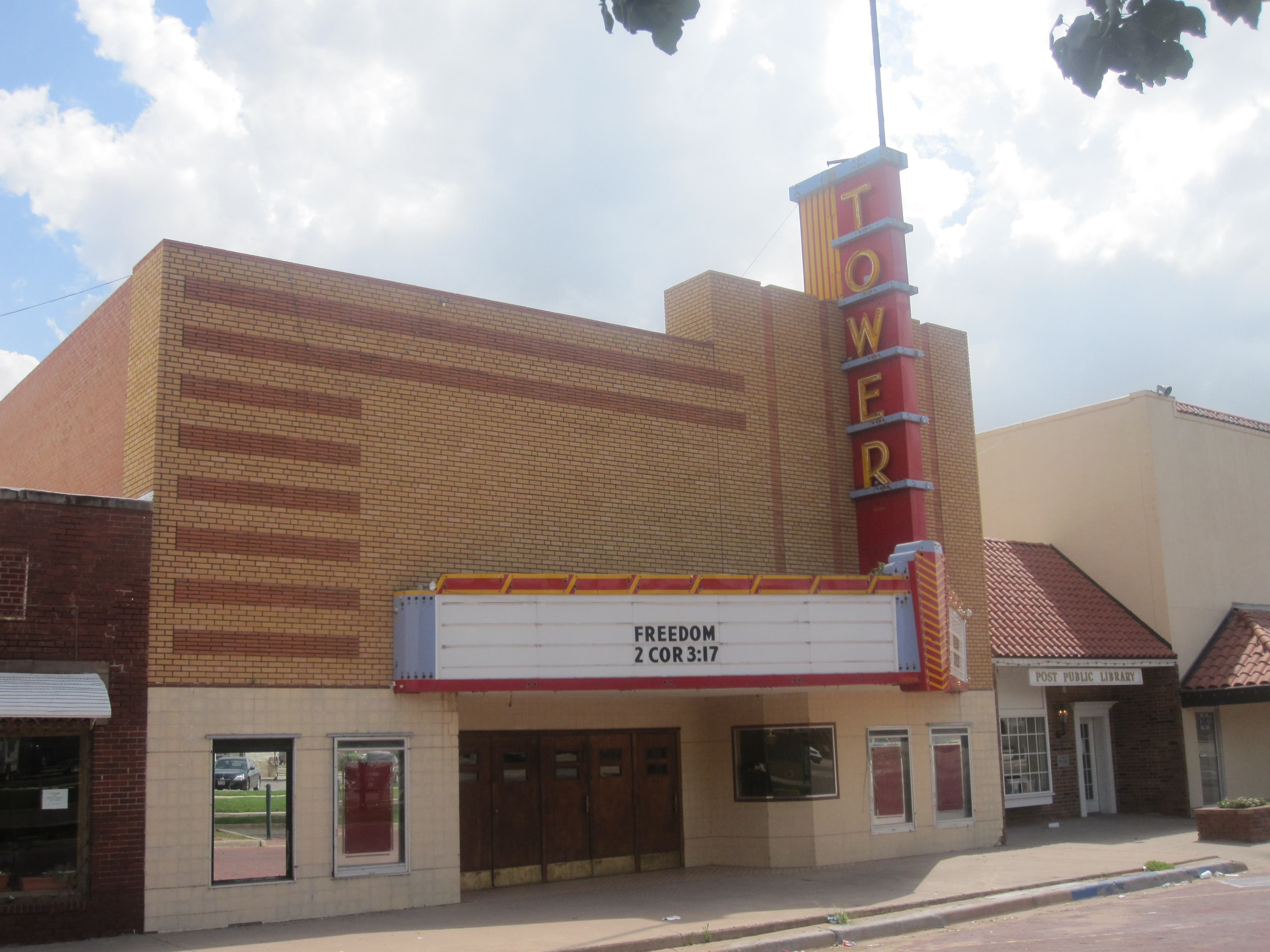
Кинотеатр Тауэр
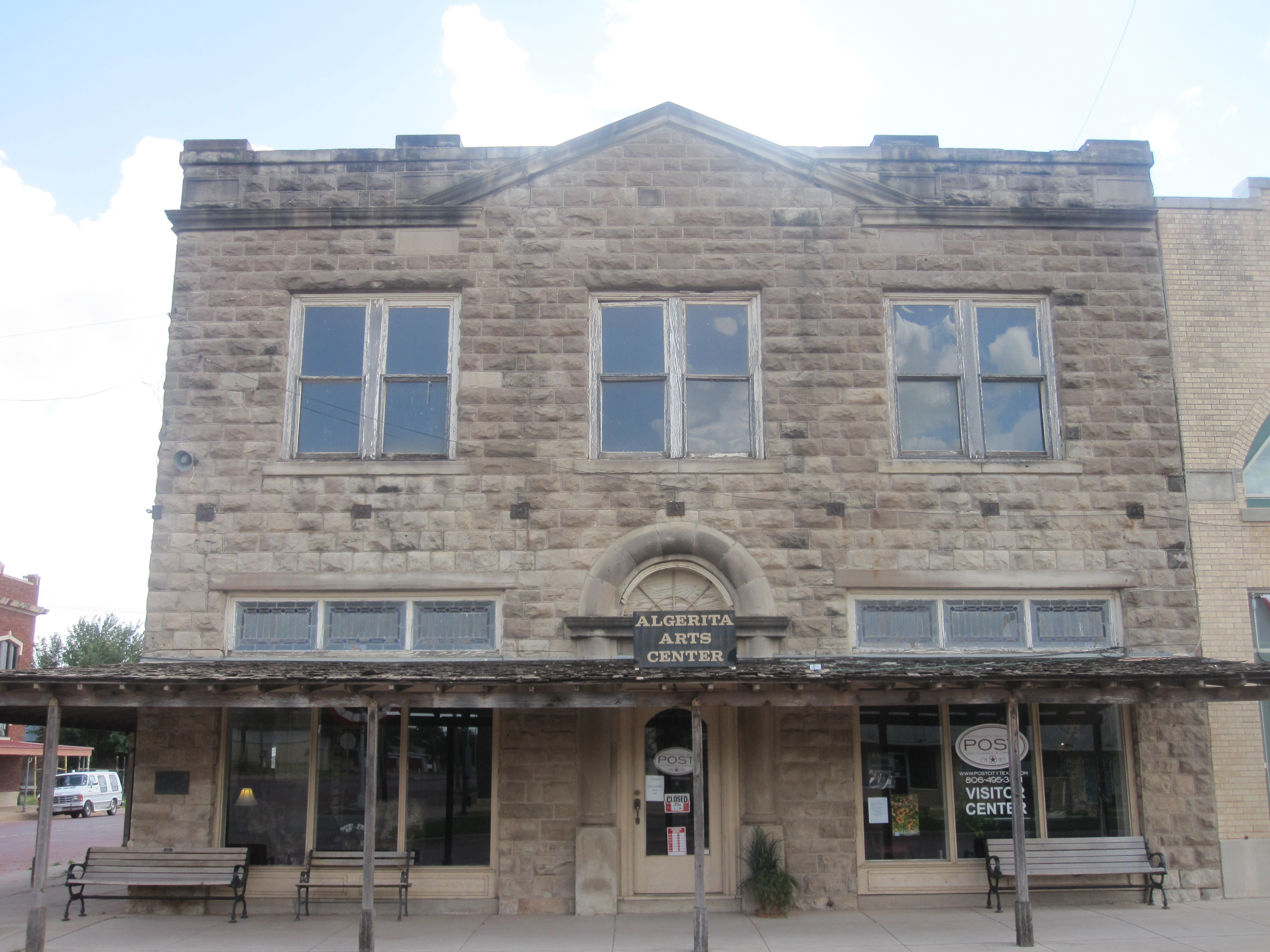
Центр искусств Алджерита.
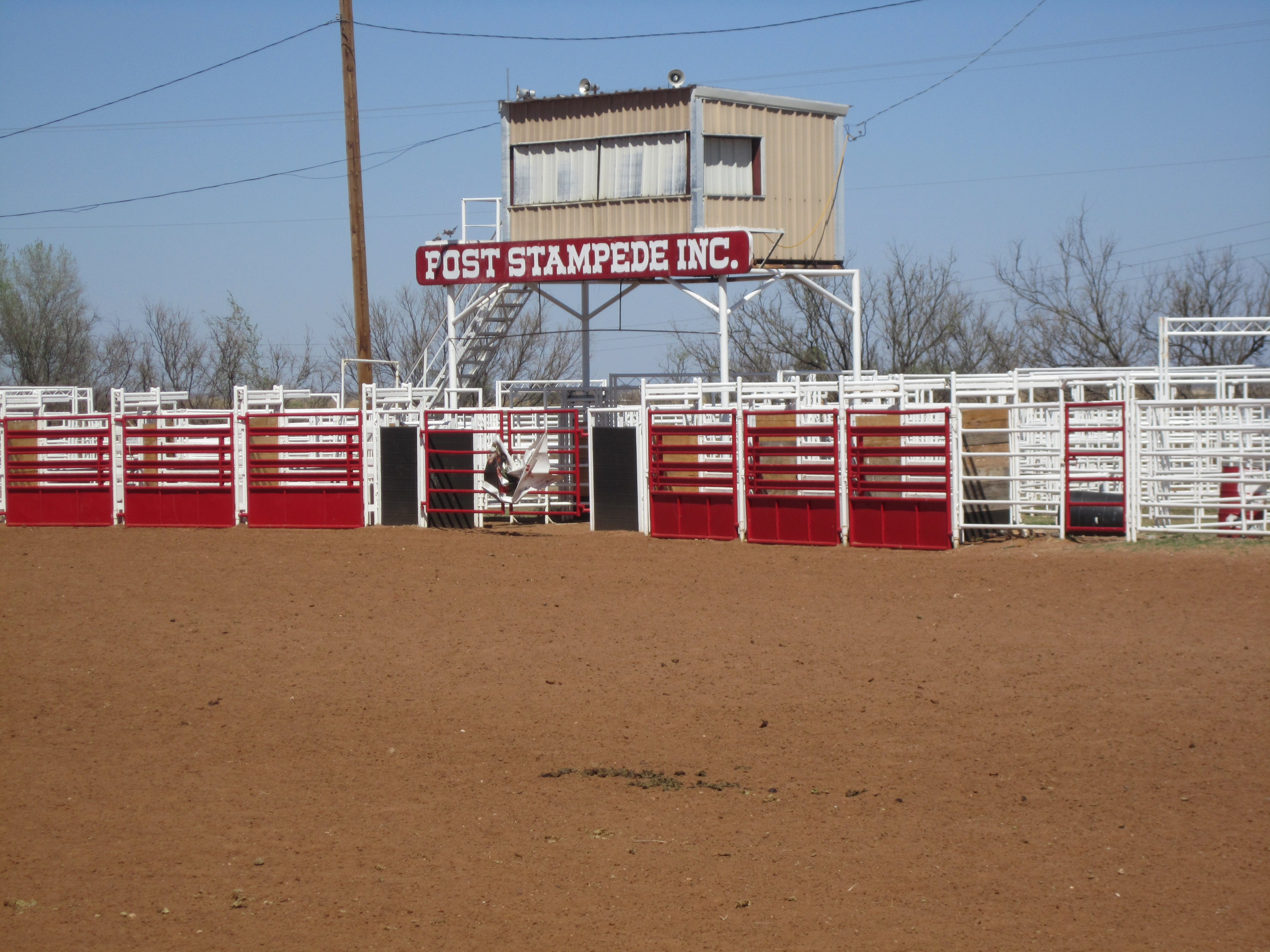
Стадион для родео Стампид в Посте
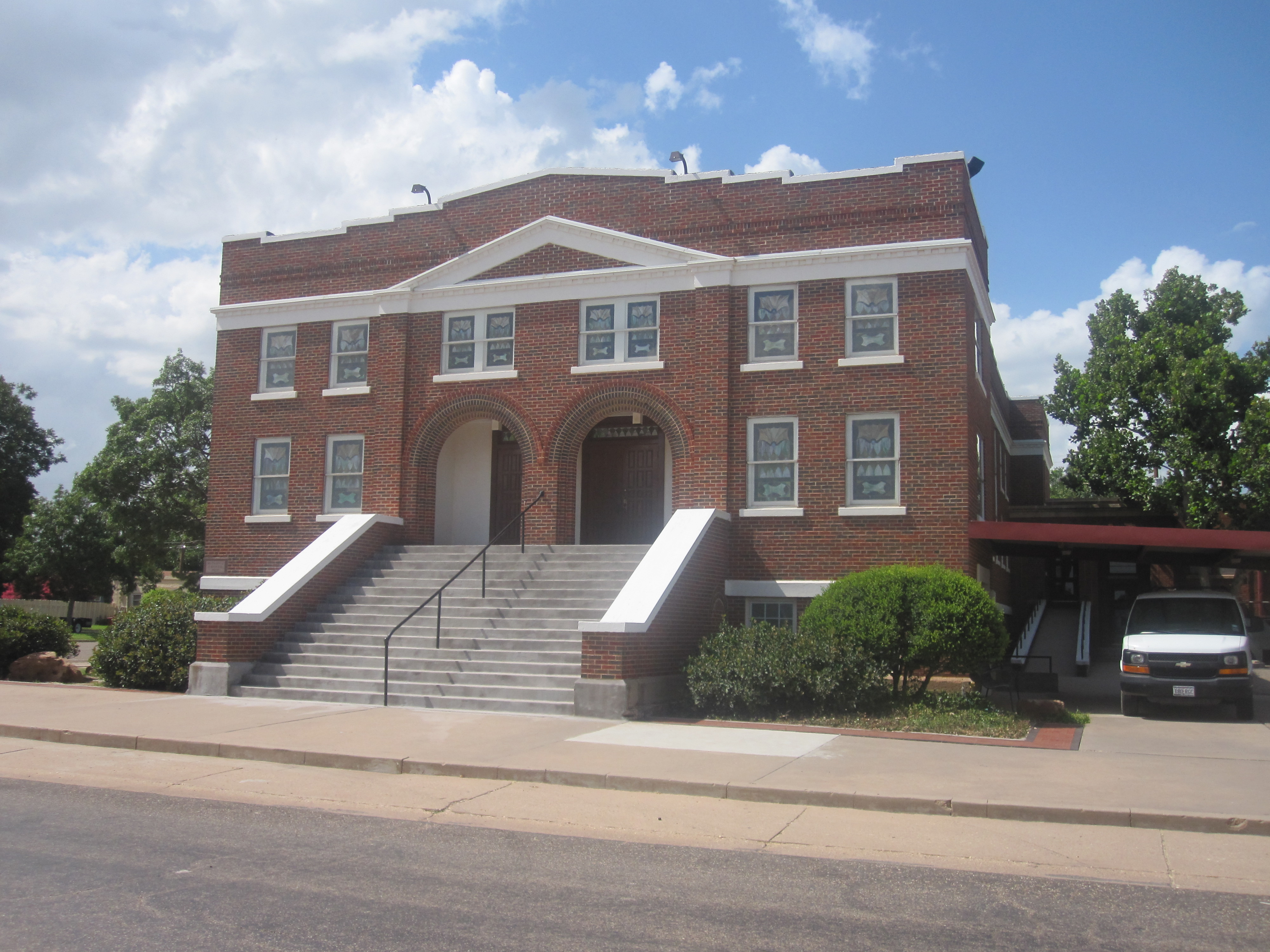
Первая методистская церковь
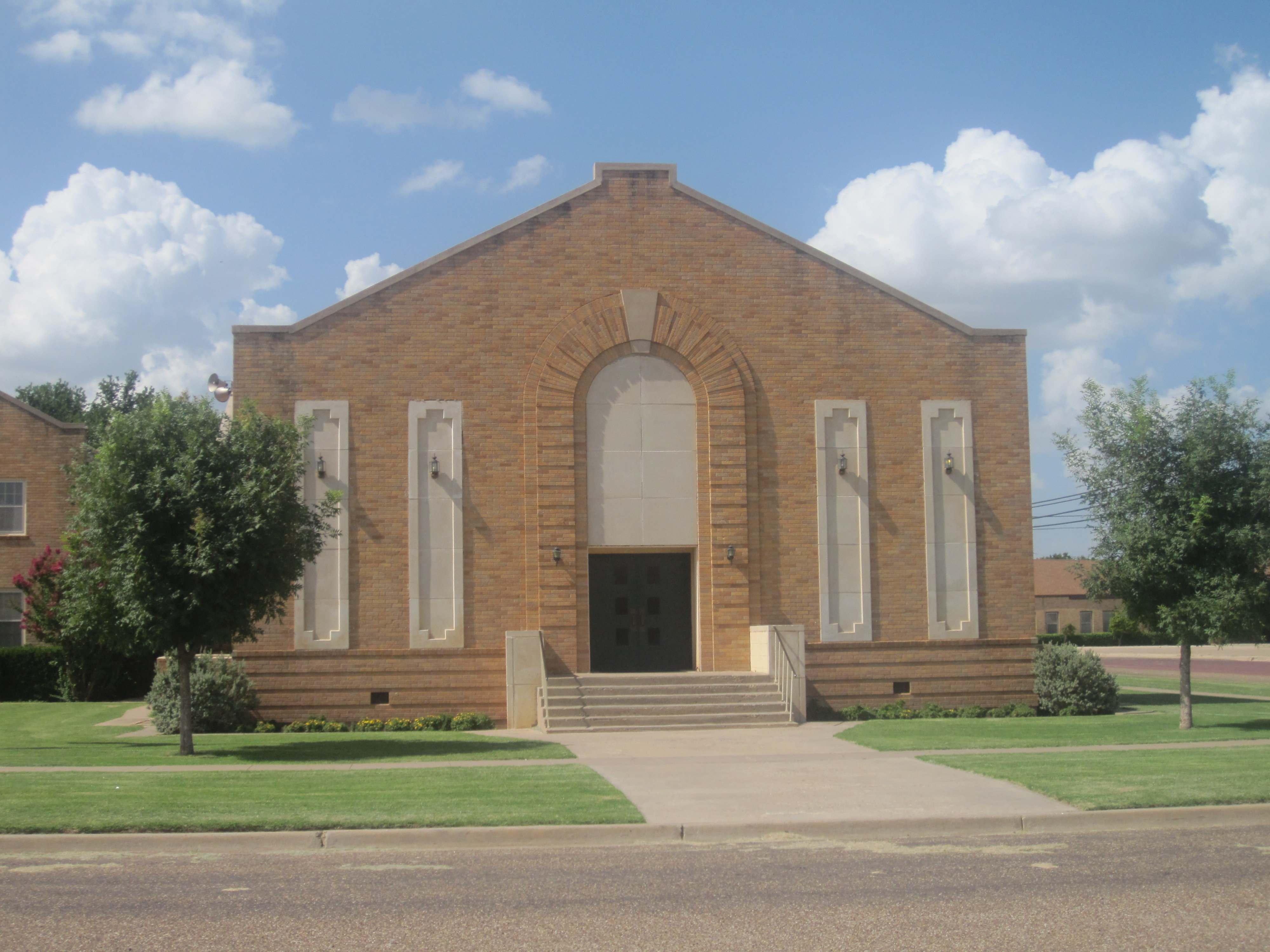
Первая баптистская церковь.
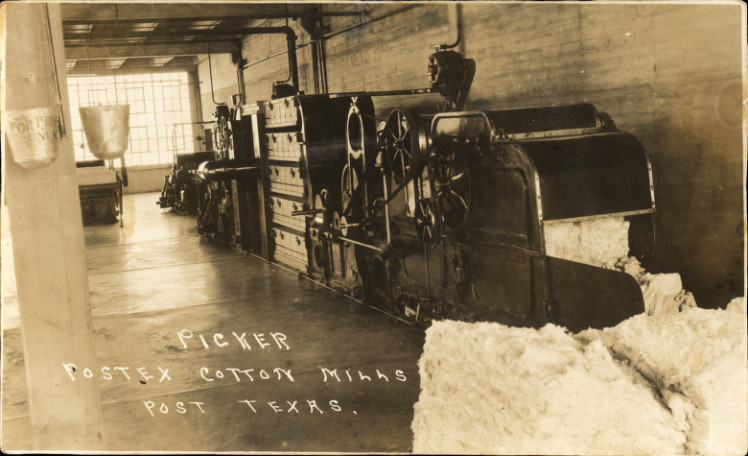
Сборщик хлопка в Посте (открытка, примерно 1913-1918 гг.)